# Lefkada
Lefkada, Leucas hay Leucadia (tiếng Hy Lạp: Λευκάδα, [lefˈkaða]; tiếng Hy Lạp cổ đại và Katharevousa: Λευκάς, Lefkás, [leu̯kás]), là một hòn đảo của Hy Lạp tại biển Ionia, đảo được nối với đại lục bằng một tuyến đường đắp cao dài và cây cầu phao. Thị trấn trên đảo đồng thời là thủ phủ là Lefkada (thành phố). Thành phố nằm ở phần phía bắc của đảo, cách 20 phút đi bằng ô tô từ sân bay quốc gia Aktion. Đảo là một phần của đơn vị thuộc vùng Lefkada.
Lefkada có khoảng cách 35 km từ bắc đến nam và 15 km từ đông sang tây. Đảo có diện tích 336 km². Điểm cao nhất trên đảo là núi Stavrota với cao độ 1158 m, nằm tại trung tâm của đảo. Phần bờ biển phía đông của hòn đảo có các khu nghỉ dưỡng nhỏ như Lygia, Nikiana và Perigiali, tất cả đều nằm ở phía bắc của Nidri, khu nghỉ dưỡng lớn nhất trên đảo. Con đường dọc bờ biển chính nối từ Lefkada đến Vasiliki chạy qua các ngôi làng, mặc dù một tuyến đường vòng đã hoàn thành đi dọc theo mép các ngôi làng ở phía tây. Có các tuyến phà thường xuyên đến Kefalonia, Ithaca và Meganissi.
Khu tự quản Lefkada được thành lập vào năm 2011 từ 7 khu tự quản cũ trước đó:
- Apollonioi
- Ellomenos
- Kalamos
- Karya
- Kastos
- Lefkada (thành phố)
- Sfakiotes

## Hình ảnh

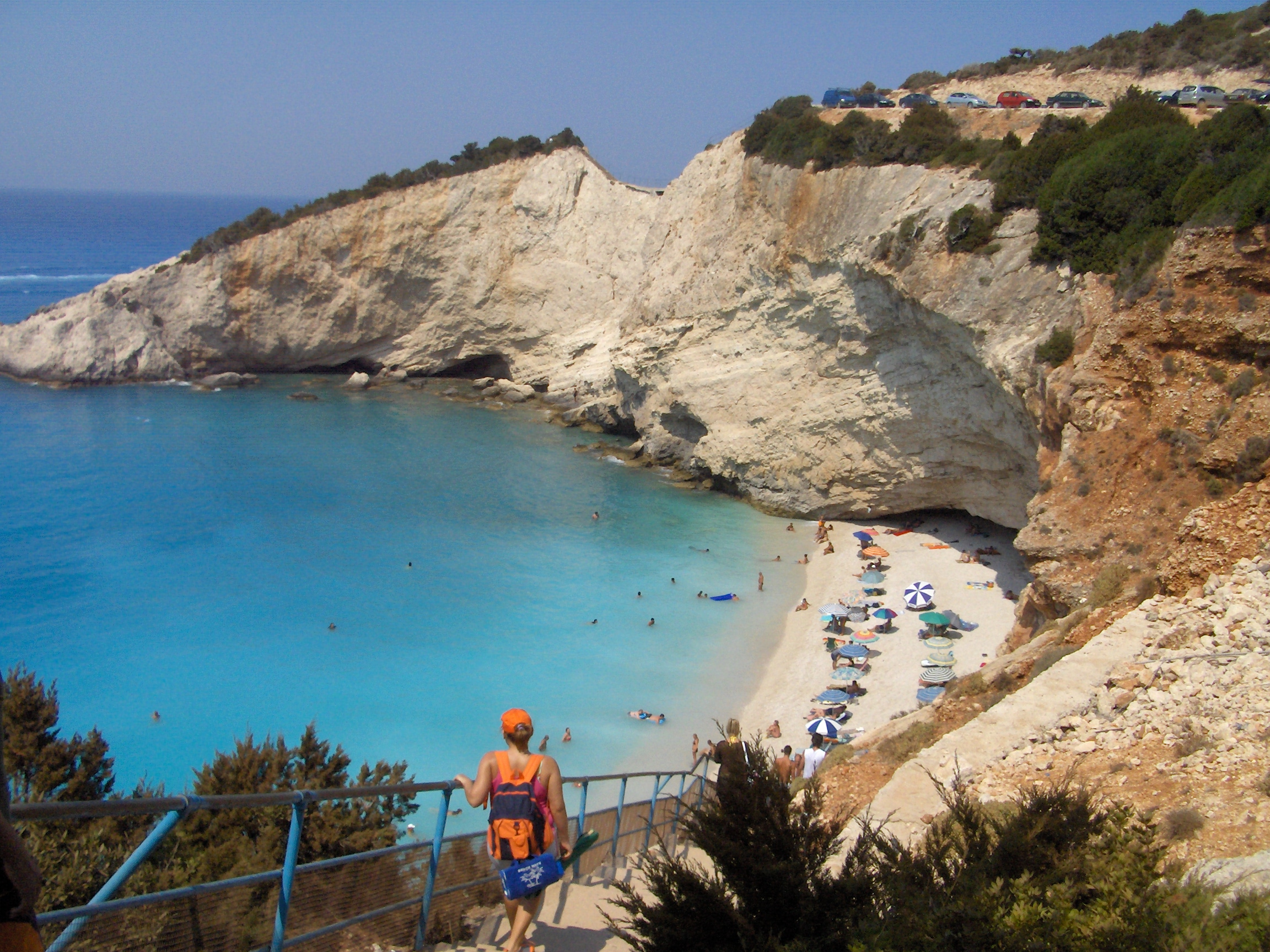
Bãi biển Porto Katsiki
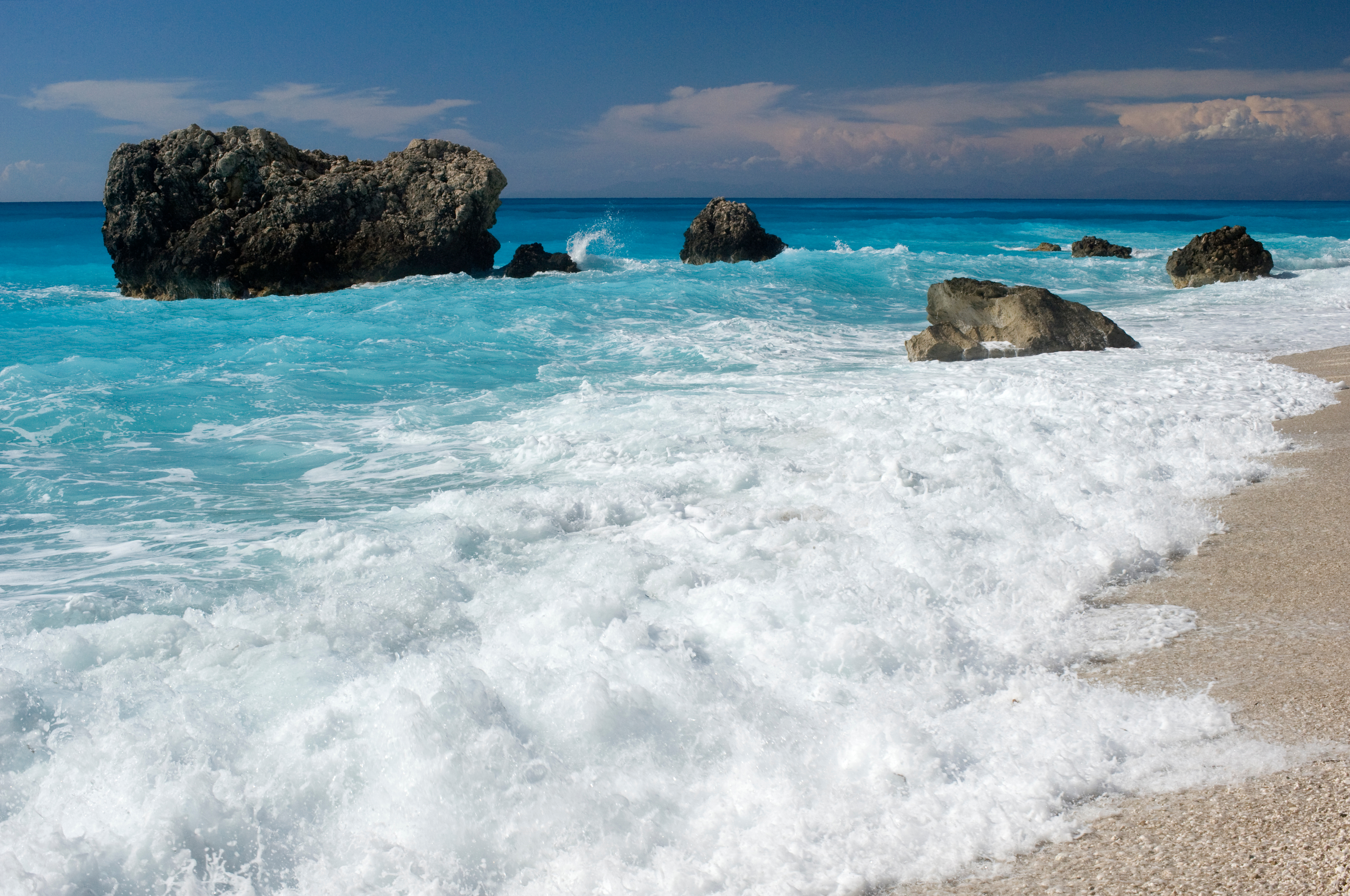
Bãi biển Kalamitsi tại Lefkada
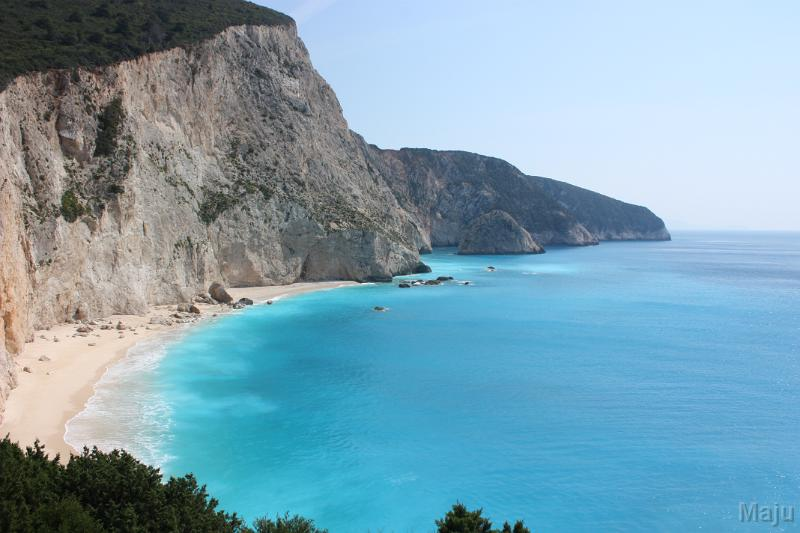
Bãi biển Porto Katsiki